# Менцино (Бреша)
Менцино је насеље у Италији у округу Бреша, региону Ломбардија. 
Према процени из 2011. у насељу је живело 401 становника. Насеље се налази на надморској висини од 255 м.